# نووا رودا
نووا رودا (به لاتین: Nowa Ruda) یک منطقهٔ مسکونی در لهستان است که در شهرستان کووزکو واقع شده‌است. نووا رودا ۳۷٫۰۴ کیلومتر مربع مساحت و ۲۵٬۲۴۰ نفر جمعیت دارد.

## خواهرخوانده
شهر کاستروپ-راوکسل خواهرخواندهٔ نووا رودا هست.